# تروبونين I

تروبونين

تروبونين I (بالإنجليزية: Troponin I)‏ هو بروتين عضلي قلبي وهيكلي مفيد في التشخيص المعملي للأزمة القلبية، ويتكون في تركيزات مختلفة من البلازما ولكن تحت نفس الظروف مثل تروبونين تي، ويمكن القيام بكلا الاختبارين لتأكيد تلف عضلة القلب، وعادة ما تقدم المختبرات أيا منهما.
تروبونين I هو جزء من مركب بروتين التروبونين، حيث يرتبط بالأكتين في خيوط عضلية رقيقة لتثبيت مجمع الأكتين والتروبوميوسين في مكانه. وبسبب ذلك، لا يستطيع الميوسين الارتباط مع الأكتين في العضلات المسترخية، وعندما يرتبط الكالسيوم بـتروبونين سي، فإنه يسبب تغيرات تؤدي إلى خلع تروبونين I، وأخيرا يترك التروبوميوسين موقع الربط للميوسين على الأكتين مما يؤدي إلى تقلص العضلات. ويشير الحرف I لطابعه التثبيطي (its inhibitory character).
الأنواع الفرعية المحددة للأنسجة هي:
- الشكل الأيزوميري لتروبونين I للعضلات الهيكلية البطيئة (TNNI1)، (1q31.3, 191042)
- الشكل الأيزوميري لتروبونين I للعضلة الهيكلية السريعة (TNNI2)، (11p15.5، 191043)
- تروبونين I القلبي (TNNI3)، (19q13.4، 191044)

## تروبونين I القلبي
يتم ظهور تروبونين I القلبي، الذي غالباً ما يشار إليه بـ cTnI، في النسيج العضلي للقلب بواسطة شكل إيزوميري مفرد بوزن جزيئي 23.9 كيلو دالتون، وهو يتكون من 209 من بقايا الأحماض الأمينية، ونقطة التعادل الكهربي النظرية له هي 9.05. ويختلف تروبونين I القلبي عن غيره من التروبونينات بسبب امتداد النهاية- ن بـ26 حمض أميني، ويحتوي هذا الامتداد على اثنين من الحمض الأميني «سيرين»، حيث يتم فسفرتهما بواسطة بروتين كيناز أ استجابةً لتحفيز بيتا الأدرينالية، مما يساعد على زيادة استجابة التقلص العضلي. إن فسفرة cTnI تغيّر شكل البروتين وتعدّل تفاعله مع التروبونينات الأخرى بالإضافة إلى التفاعل مع الأجسام المضادة ضد تروبونينI. هذه التغييرات تغير استجابة الخيوط العضلية للكالسيوم، وتهتم باستهداف قصور القلب. وقد كشفت العديد من التفاعلات التي تمت ملاحظتها لتروبونينI القلبي البشري أن هناك 14 موقع فسفرة، ويغير نمط الفسفرة التي لوحظت هذه المواقع استجابة للأمراض، وقد تبين أن تروبونين I القلبي يتم فسفرته بواسطة بروتين كيناز A، وبروتين كينيز C، وبروتين كيناز G، وكيناز 3 المنشط بـP21.
يتم فسفرة جزء كبير من تروبونين I القلبي المنطلِق في مجرى دم المريض، ولأكثر من 15 عامًا، كان تروبونين I القلبي معروفًا بأنه علامة موثوق بها تدل على إصابة أنسجة عضلات القلب. ويعتبر أكثر حساسية وأكثر تحديدا في تشخيص احتشاء عضلة القلب من "CK-MB" الذي كان يُستخدم في العقود الماضية، فضلا عن كيناز الكرياتين الكلي، والميوغلوبين، والنظير الإنزيمي لنازع هيدروجين اللاكتات.
لا يعتبر تروبونين I محدد بشكل كامل لتلف عضلة القلب الثانوي للاحتشاء، ومن الأسباب الأخرى لرفع التروبونين I: الفشل الكلوي المزمن، وفشل القلب، ونزف تحت العنكبوتية والانصمام الرئوي.

## روابط خارجية
- Troponin+I في المكتبة الوطنية الأمريكية للطب نظام فهرسة المواضيع الطبية (MeSH).